# Sant Andreu del Puig de Rialb
Sant Andreu del Puig de Rialb és una església del Puig de Rialb, al municipi de la Baronia de Rialb (Noguera) que forma part de l'Inventari del Patrimoni Arquitectònic de Catalunya.

## Descripció
És un edifici molt modificat. D'una nau romànica amb afegits posteriors. Ampliada per la banda nord amb coberts annexos. Absis substituïts per una construcció rectangular, aprofitant la finestra romànica de doble esqueixada. Mur de migjorn amb arcuacions i quatre lesenes. Porta amb arc de mig punt a migdia. Doble fris en dent de serra. Campanar sobre la cantonera de ponent, de base quadrada. Òcul per a il·luminació del nou cor. Té un fossar encerclat a migdia. Mostra una coberta única a dos vessants.

## Història
És del segle xi, quan es van construir les esglésies romàniques de la Baronia de Rialb. El presbiteri rectangular va ser modificat al segle xviii, de la mateixa manera que els afegits de la cara nord. El poble actualment està abandonat. Es conserva el culte al temple per l'aplec de Sant Andreu.